# Bornholmisch
Bornholmisch (Bornholmsk) ist ein ostdänischer Dialekt, der auf der dänischen Insel Bornholm gesprochen wird und sowohl mit der dänischen als auch schwedischen Sprache nah verwandt ist.
Da Bornholmisch als nordischer Dialekt betrachtet wird, lehnt die dänische Regierung einen Status als Minderheitensprache ab.

## Geschichte
Als Folge der schwedischen Besetzung von Schonen, Halland und Blekinge im Jahr 1658 isolierte sich der Dialekt zunehmend und ist auf dem Gebiet des heutigen Dänemark die einzig erhaltene Variante des Ostdänischen, welches in Südschweden seinerseits stark von der schwedischen Sprache beeinflusst wurde.
Aufgrund von Zuwanderung aus Dänemark und Einfluss der Massenmedien schwindet der Bornholmer Dialekt seit der Mitte des 20. Jahrhunderts, wie die meisten der dänischen Dialekte, vor allem bei der jüngeren Generation, die zunehmend die Kopenhagener Variante des Standarddänischen spricht, weil sie damit ein höheres Sozialprestige verbindet. So behaupten Dänen aus dem restlichen Teil des Landes gerne, die Bornholmer würden Schwedisch sprechen, und verunglimpfen den Dialekt als reservesvensk („Ersatzschwedisch“).
Um das Prestige zu erhöhen und dem Aussterben des Dialektes entgegenzuwirken, hat sich KulturBornholm, der Dachverband für Kulturvereine auf der Insel, zum Ziel gesetzt, Bornholmisch als lebende Sprache zu bewahren, indem er durch Publikationen und Medienarbeit zum Erhalt des Dialektes beiträgt.

## Klassifizierung: Dänisch oder Schwedisch
Bornholmisch gehört zu den Dialekten, die für Dänen am schwersten zu verstehen sind. Daher wird er oft auch als eigene Sprache angesehen, wenn man eine Sprache als die Summe der Dialekte definiert, die gegenseitig verständlich sind, wobei die Grenze zwischen Dialekt und Sprache fließend und subjektiv ist. So verstehen Schweden und Norweger den Bornholmer Dialekt weitaus besser als die Dänen.
Jedoch kann die Frage, ob der Bornholmer Dialekt (wie in dem Fall der nah verwandten schonischen Sprache) eher dem Dänischen oder dem Schwedischen, das in Südschweden gesprochen wird, entspricht, nicht von politischen oder ideologischen Leitgedanken getrennt werden, wenn man Sprache als ethnologisches Merkmal versteht.
Aus linguistischer Sicht bilden die skandinavischen Sprachen ein Dialektkontinuum, bei denen Schonisch und Bornholmisch eine Brücke zwischen sjællandsk („Seeländisch“), dem Dialekt von der dänischen Insel Seeland, und götamål („Götasprache“), dem Dialekt des südschwedischen Landesteils Götaland, bilden.
Bornholmisch teilt sich mit dem Dänischen die Schwächung von Explosivlauten (Plosiven) mit bestimmten Lautwandeln und bestimmte Neuerungen im Wortschatz. Zudem verwendet der Dialekt Standarddänisch als seinen geschriebenen Standard, was beim Schonischen nicht der Fall ist, wobei aus dänischer Sicht auch die südschwedischen Dialekte Schonisch, Halländisch und Blekingisch zum Ostdänischen gerechnet werden.

## Merkmale

### Wortschatz
Der Dialekt kennt neben Lehnwörtern aus dem Deutschen, Niederländischen und Französischen auch viele eigene inseltypische Wörter.
Außerdem besitzt der Dialekt im Gegensatz zum Reichsdänischen (Rigsdansk) noch viele sonst veraltete Wörter (Archaismen) aus der altnordischen Sprache, was durch die isolierte Lage bedingt ist. Dort, wo sich der Wortschatz zwischen dem Dänischen und dem Schwedischen unterscheidet, wird die Nähe des Bornholmischen zur dänischen Sprache sichtbar.

### Aussprache
In der Aussprache hat der Bornholmer Dialekt viele Merkmale mit dem Schwedischen gemeinsam, wie z. B. die zwei tonalen Akzente in den skandinavischen Sprachen, deren Gegensatz den typisch schwedischen „Singsang“ erzeugt. Auch den dänischen Stoßton (stød) gibt es im Bornholmer Dialekt nicht.

### Orthographie
Es existiert keine standardisierte Rechtschreibung des Bornholmischen. Daher wird der Dialekt im Allgemeinen eher gesprochen als geschrieben, abgesehen von verschiedenen Wörterbüchern und Artikeln in lokalen Zeitungen. Auch Wörter, die es nicht im Standarddänischen gibt, orientieren sich nach der dänischen Orthographie.

## Beispiele

### Flexion der Artikel
Ein auffälliger Unterschied zum Standarddänischen ist, dass der Dialekt drei grammatische Geschlechter (Genera) kennt, ähnlich wie in der deutschen, norwegischen, isländischen und altschwedischen Sprache.
Adjektive werden nach den drei Geschlechtern gebeugt.
| Artikel                         | Bornholmsk | Dänisch  | Schwedisch | Deutsch     |
| ------------------------------- | ---------- | -------- | ---------- | ----------- |
| unbestimmter Singular, männlich | ejn horra  | en dreng | en pojke   | ein Junge   |
| unbestimmter Singular, weiblich | en peia    | en pige  | en flicka  | ein Mädchen |
| unbestimmter Singular, sächlich | et húz     | et hus   | ett hus    | ein Haus    |
| bestimmter Singular, männlich   | horrijn    | drengen  | pojken     | der Junge   |
| bestimmter Singular, weiblich   | peian      | pigen    | flickan    | das Mädchen |
| bestimmter Singular, sächlich   | húzed      | huset    | huset      | das Haus    |
| bestimmter Plural, männlich     | horrana    | drengene | pojkarna   | die Jungen  |
| bestimmter Plural, weiblich     | peijarna   | pigerne  | flickorna  | die Mädchen |
| bestimmter Plural, sächlich     | húzen      | husene   | husen      | die Häuser  |

### Zahlwörter
| Zahl | Bornholmsk  | Dänisch | Schwedisch | Ordnungszahl | Bornholmsk       | Dänisch   | Schwedisch |
| ---- | ----------- | ------- | ---------- | ------------ | ---------------- | --------- | ---------- |
| 1    | en          | en      | en         | 1.           | fårsta/fåsta     | første    | första     |
| 2    | to          | to      | två        | 2.           | an(d)ra          | anden     | andra      |
| 3    | tre         | tre     | tre        | 3.           | treðe (, treðje) | tredje    | tredje     |
| 4    | fira        | fire    | fyra       | 4.           | fjære            | fjerde    | fjärde     |
| 5    | fæm         | fem     | fem        | 5.           | fæmte            | femte     | femte      |
| 6    | sajs (sæks) | seks    | sex        | 6.           | sjæte            | sjette    | sjätte     |
| 7    | sju         | syv     | sju        | 7.           | sjuene           | syvende   | sjunde     |
| 8    | åta         | otte    | åtta       | 8.           | åtene            | ottende   | åttonde    |
| 9    | ni          | ni      | nio        | 9.           | niene            | niende    | nionde     |
| 10   | ti          | ti      | tio        | 10.          | tiene            | tiende    | tionde     |
| 11   | æleva       | elleve  | elva       | 11.          | ælvute           | ellevte   | elfte      |
| 12   | tal         | tolv    | tolv       | 12.          | talte            | tolvte    | tolfte     |
| 13   | trætan      | tretten | tretton    | 13.          | trætene          | trettende | trettonde  |
| 14   | fjaurtan    | fjorten | fjorton    | 14.          | fjaurtene        | fjortende | fjortonde  |
| 15   | fæmtan      | femten  | femton     | 15.          | fæmtene          | femtende  | femtonde   |
| 16   | sajstan     | seksten | sexton     | 16.          | sajstene         | sekstende | sextonde   |
| 17   | søtan       | sytten  | sjutton    | 17.          | søtene           | syttende  | sjuttonde  |
| 18   | atan        | atten   | arton      | 18.          | atene            | attende   | artonde    |
| 19   | nøtan       | nitten  | nitton     | 19.          | nøtene           | nittende  | nittonde   |
| 20   | kyve        | tyve    | tjugo      | 20.          | kyvene           | tyvende   | tjugonde   |
| 30   | træðua      | tredive | trettio    | 30.          | træðevte         | tredivte  | trettionde |

### Beispielsätze
| Bornholmsk                            | Dänisch                                                | Deutsch                                             |
| ------------------------------------- | ------------------------------------------------------ | --------------------------------------------------- |
| God awtan liden Elna, gods fredd      | God aften, lille Elna, guds fred                       | Guten Abend, kleine Elna, (in) Gottes Frieden       |
| God awtan, min deilia rosa!           | God aften, min dejlige rose!                           | Guten Abend, meine schöne Rose!                     |
| Ad gubbajn hajn vill freia, jâ vedd;  | At gubben vil fri, ved jeg                             | dass der Greis (dich) freien will, ich weiß         |
| Men toustuijn, vastu jo tosa.         | Men tog du ham, var du jo en tosse                     | Aber nähmst du ihn, wärst du ja ein Narr            |
| Te öfröl ded lakkar vell snarara, du, | Til gravøl lakker det nok snarere, du                  | Zum Leichenschmaus passt das schon eher, du         |
| En konna – ded bler nokk for sijlla;  | En kone – det bliver nok for silde                     | Eine Frau – es wird wohl zu spät (sein)             |
| Men jâ går å stjärnar på piblana nu,  | Men jeg går og kigger på pigerne nu,                   | Aber ich gehe und schaue jetzt auf die Mädchen      |
| Forr jâ e nå nu så vijlla.            | For nu er jeg næsten i stand dertil (til at gifte mig) | Denn jetzt bin ich fast dazu imstande (zu heiraten) |
| Hvad, liden Elna,                     | Hvad, lille Elna,                                      | Was, kleine Elna,                                   |
| Hvad, min deilia rosa?                | Hvad, min dejlige rose?                                | Was, meine schöne Rose?                             |

### Beispielwörter
| Bornholmsk          | Dänisch            | Schwedisch | Deutsch                                       |
| ------------------- | ------------------ | ---------- | --------------------------------------------- |
| bella               | børn               | barn       | Kinder                                        |
| fiska               | fiske              | fiskar     | Fische                                        |
| gjår                | hegn/stengærde/Gør | staket     | Zaun, Steinwall, aber auch "Tu!" oder "Mach!" |
| jylkat              | pindsvin           | igelkott   | Igel                                          |
| Pibla               | Piger              | flicka     | Mädchen                                       |
| prøva               | prøve              | pröva      | proben, versuchen                             |
| pæng-a              | penge              | pengar     | Geld                                          |
| sjilt               | skilt              | skylt      | Schild                                        |
| tjovl               | kjole              | klänning   | Kleid                                         |
| Tjør!               | Kør!               | Kör!       | Fahr!                                         |
| Tjøvenhavn          | København          | Köpenhamn  | Kopenhagen                                    |
| tov                 | tog                | tog        | nahmen u. Ä.                                  |
| tåg (g wird betont) | tog                | tåg        | Zug                                           |
| vaejta              | vinke              | vinka      | winken                                        |

## Subdialekte
Man zählt fünf verschiedene Subdialekte auf Bornholm. So besteht ein deutlicher Unterschied in der Aussprache der Wörter ædja oder ævja (statt dänisch: tang für „Zange“ oder „Seetang“) oder Pibel oder Peia (statt pige für „Mädchen“) in den Dörfern Gudhjem im Norden und Pedersker im Süden.
In Rønne, der größten Stadt der Insel, wird Rønne-fint gesprochen, eine Variante des Bornholmer Dialektes, bei der viele Beugungsformen fehlen und die schnell und unartikuliert gesprochen wird, weshalb sie dadurch der dänischen Standardsprache näher steht. Der Norden der Insel ist wiederum stärker vom Schwedischen beeinflusst, weil dort in den vorigen Jahrhunderten viele Schweden einwanderten. Daher wird der Dialekt in der Gegend von Allinge als Âlinga-svænsk (dänisch: Allinge-svensk, deutsch: „Allinge-Schwedisch“) bezeichnet. Der Dialekt in seiner „unverdorbenen“ Art wird tykt bornholmsk (etwa „dickes Bornholmisch“) genannt.